# Мебельный щит

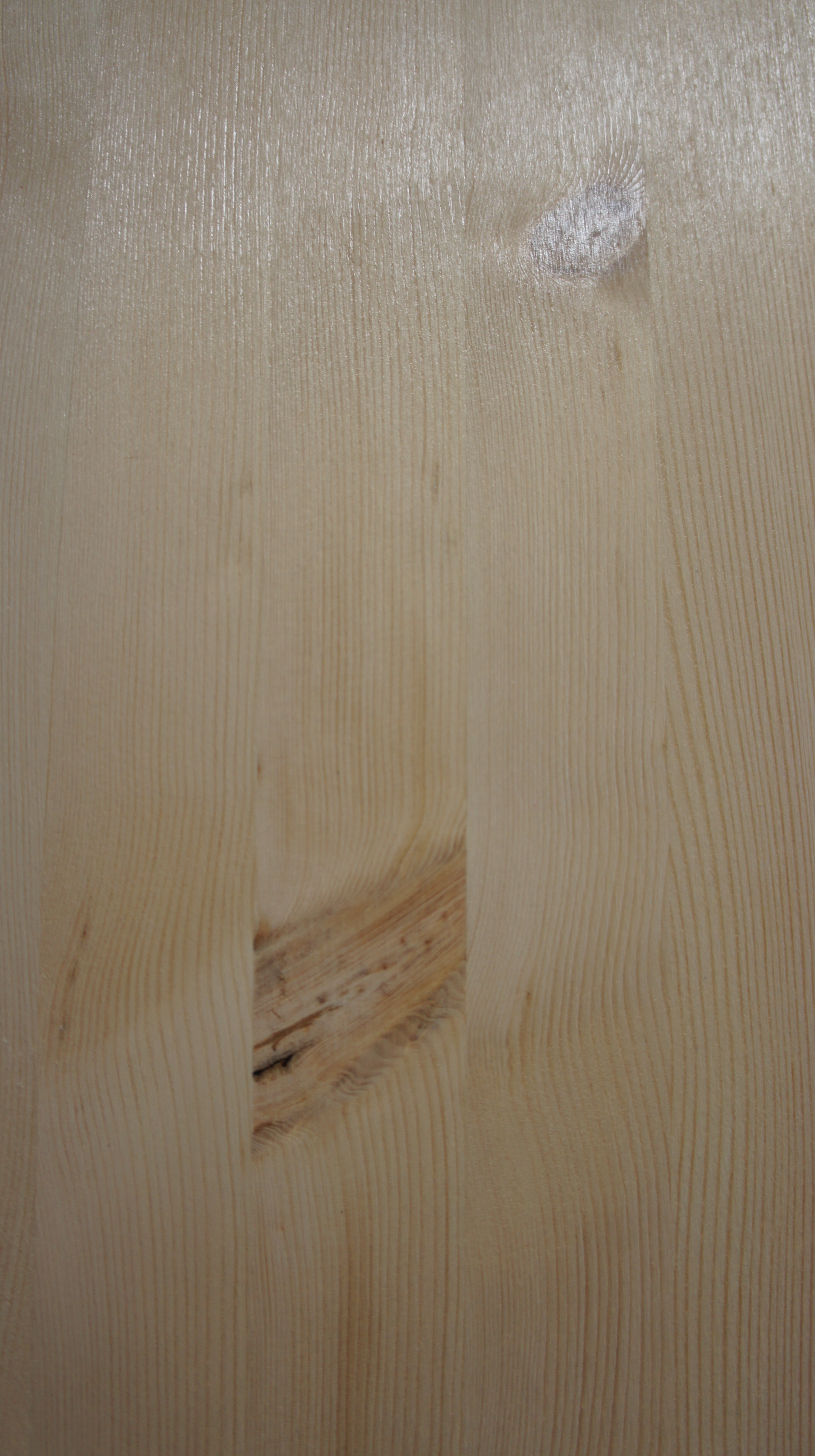
Покрытый лаком мебельный щит из древесины хвойных пород

Мебельный щит или щитовая деталь — листовой древесный материал, изготовленный из массива дерева с помощью склеивания между собой по длине деревянных брусков или из древесно-стружечной плиты, древесно-волокнистых деталей и имеет пустоты внутри для облегчения конструкции.
В Российской Федерации большая часть мебельных щитов изготавливается из хвойных пород дерева (сосна и ель), также некоторой популярностью пользуются щиты из берёзы и дальневосточного дуба.
Мебельные щиты применяются для изготовления мебели, элементов декора и строительных элементов как экологически безвредный и эстетически более привлекательный аналог ДСП.

## История и современный этап
Мебельный щит используется достаточно[насколько?] давно и технология его изготовления за последние 100 лет изменилась незначительно. В каноническом варианте деревянные бруски сжимались между собой с помощью металлических струбцин, в настоящее время их функции выполняют прессы. Резкое увеличение объёмов потребления мебельного щита началось с 1970-х годов, когда стало возможным массовое производство данного материала.

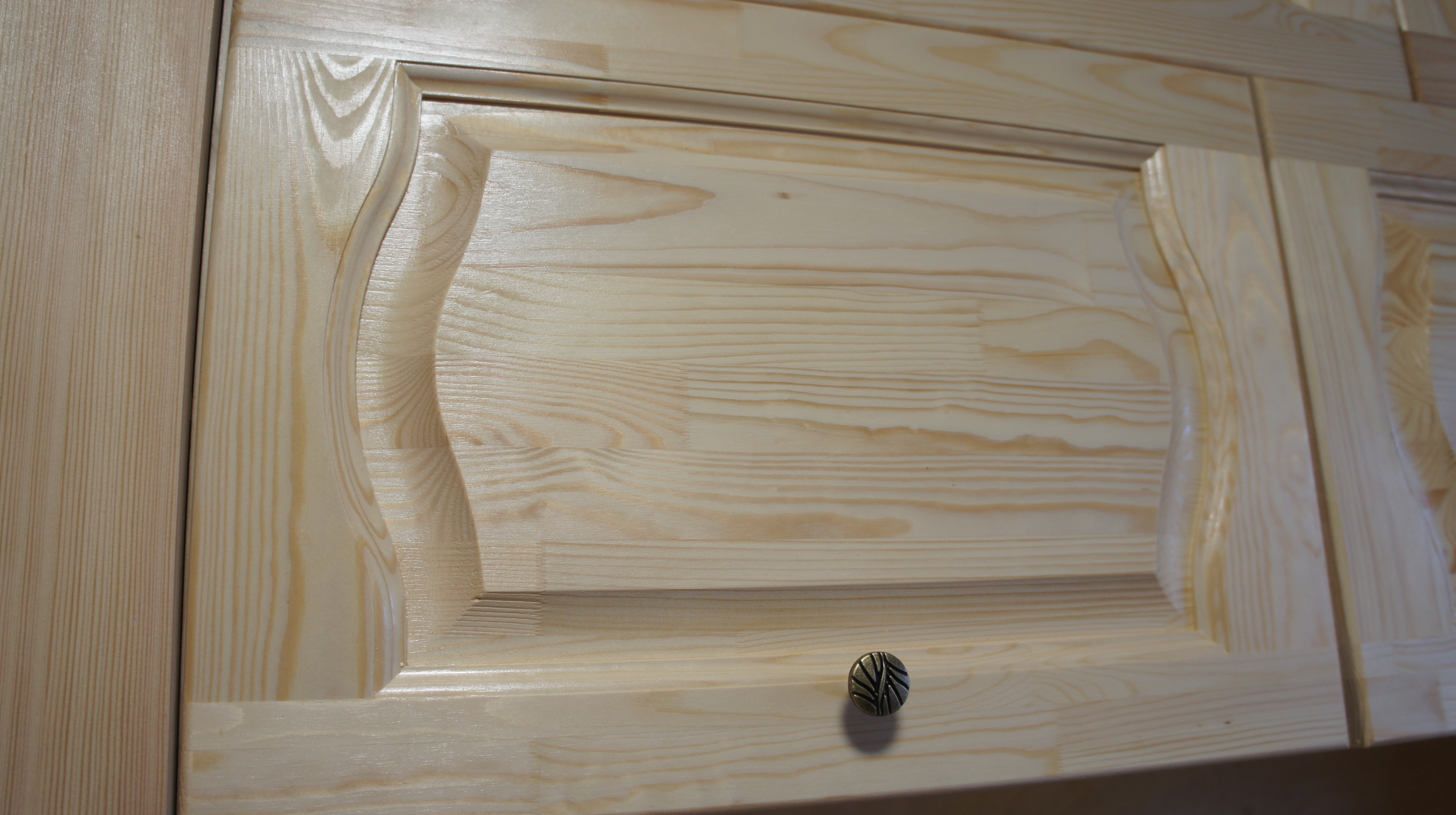
Лакированная филенчатая дверь, изготовленная из мебельного щита

## Преимущества
- мебель из деревянных щитов служит дольше мебели из ДСП или МДФ[источник не указан 2120 дней]
- эта мебель ремонтопригодна; так как дерево однородно по своей структуре, даже повреждённую деталь мебели можно восстановить (не заменить, а именно восстановить) и она будет выглядеть как новая
- из экономических соображений: мебельные щиты можно изготавливать из отходов лесопильного производства[источник не указан 2120 дней].